# Iłowieccy herbu Ostoja

Herb Ostoja, wersja średniowieczna.

Iłowieccy – polski ród szlachecki pieczętujący się herbem Ostoja, należący do heraldycznego rodu Ostojów (Mościców), wywodzący się z Iłówca w Wielkopolsce.
Iłowieccy wylegitymowali się ze szlachectwa z herbem Ostoja w roku 1838 w Królestwie Polskim. Byli to potomkowie Stanisława Iłowieckiego, który kupił od Umińskich w roku 1760 dobra Przybysławice – Jan Józef Benon Iłowiecki, syn Stanisława i Konstancji Miaskowskiej oraz Józef Aleksander Benedykt Iłowiecki, syn Wojciecha i Estery Nosierowskiej, wnuk Stanisława.

## Najstarsze świadectwaźródłowedotyczące rodu

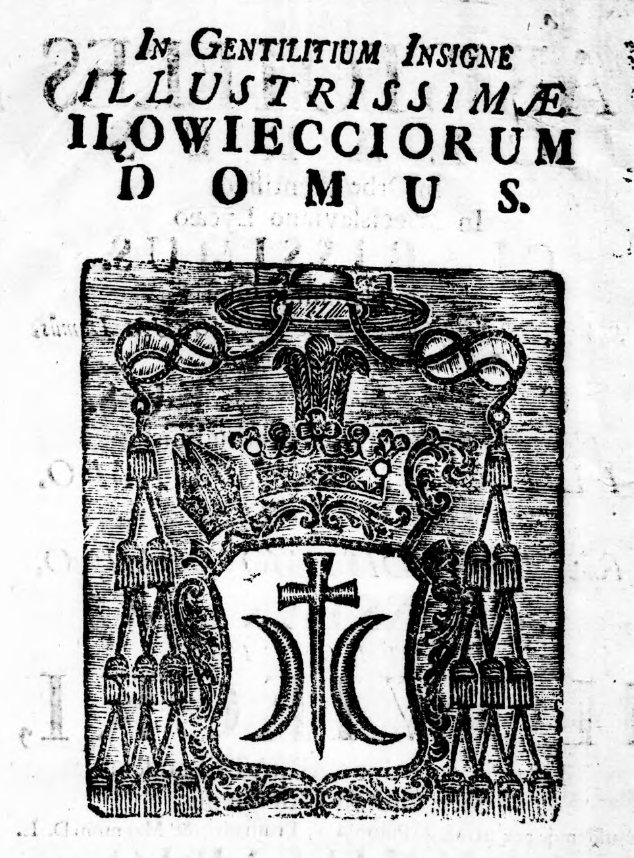
Herb Ostoja Iłowieckich, wersja stosowana przez opata Konstantego Iłowieckiego.

Poniżej wymienione są ważniejsze świadectwa źródłowe dotyczące Iłowieckich herbu Ostoja oraz Iłówca - ich wsi gniazdowej.
- Iłówiec, gniazdo rodowe Iłowieckich herbu Ostoja, po raz pierwszy odnotowano w 1300 roku. Właścicielem Iłówca w tamtym czasie był Wisław herbu Łodzia[5].

- Pierwszym, znanym historykom Iłowieckim pieczętującym się herbem Ostoja był Miczek (Mikołaj) z Iłówca Wielkiego i Małego, który pojawił się w źródłach w 1393 roku[6].

- W roku 1395 wzmiankowany w źródłach jest Piotr z Iłówca Wielkiego[6].

- W latach 1396–1435 występuje w źródłach Świętosław (Święszek) Iłowiecki herbu Ostoja z Iłówca Wielkiego i Małego, kasztelan karzecki[6].

- W roku 1403 wzmiankowany był prezbiter Wojciech Iłowiecki, brat Świętosława[7].

- W latach 1435–1462 występuje w źródłach Wojciech Iłowiecki, syn Świętosława z Iłówca Wielkiego i Małego[7].

- Iłowieccy byli licznie reprezentowani na Uniwersytecie Jagiellońskim w XV i XVI wieku. Odnotowani na Akademii Krakowskiej byli: Jan Iłowiecki z Iłówca, syn Wojciecha (W latach 1451–1487), Andrzej z Iłówca, syn Jakuba  (w roku 1454), Paweł z Iłówca, syn Jana (w 1529 roku), Łukasz Iłowiecki, syn Jakuba (w roku 1561)[8].

## Majątki ziemskie należące do rodu
Poniżej wymienione są ważniejsze dobra ziemskie należące do Iłowieckich herbu Ostoja.
- Iłówiec, Iłówiec Wielki, Pecna, Srocko Wielkie, Krosna (obecnie Krosno), Psarskie[9], Sarnowa (obecnie dzielnica Rawicza), Sarnówka, Żołędnica, Łaszczyn, Racat (obecnie Racot), Wolsztyn[7], Komorowo, Karpicko, Gorzyce[10], Cerekwica, Strzyżewko[11], Przylepki, Boreczek[12], Charzewo[13], Przybysławice[3], Obrzębin[11], Recz[14].

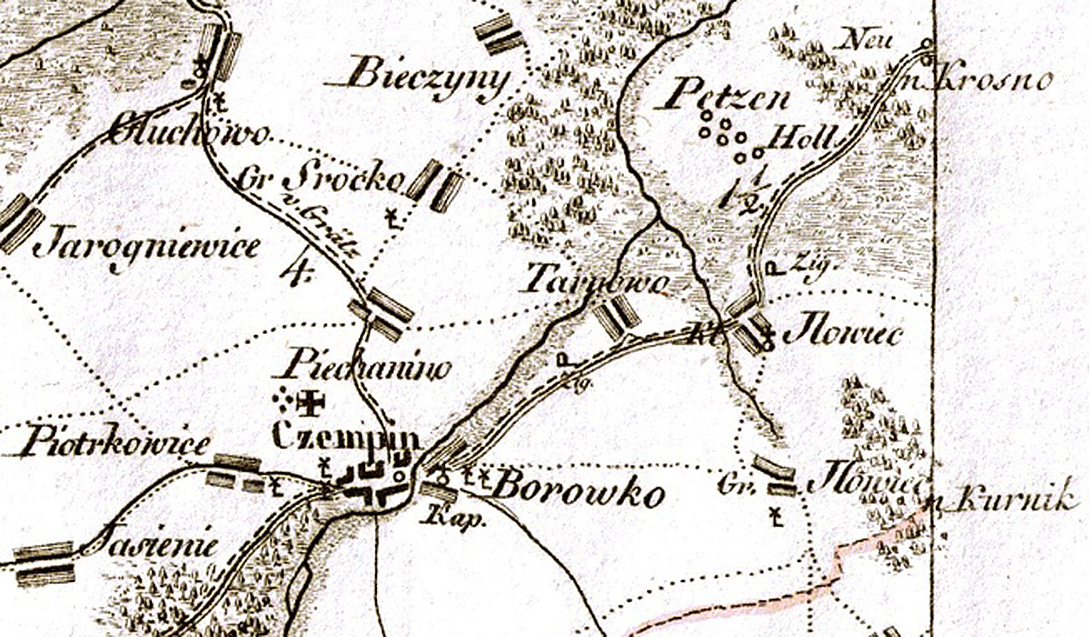
Majątki Iłowieckich - Iłówiec, Pecna i Srocko na mapie D. Gilly z lat 1802–1803.
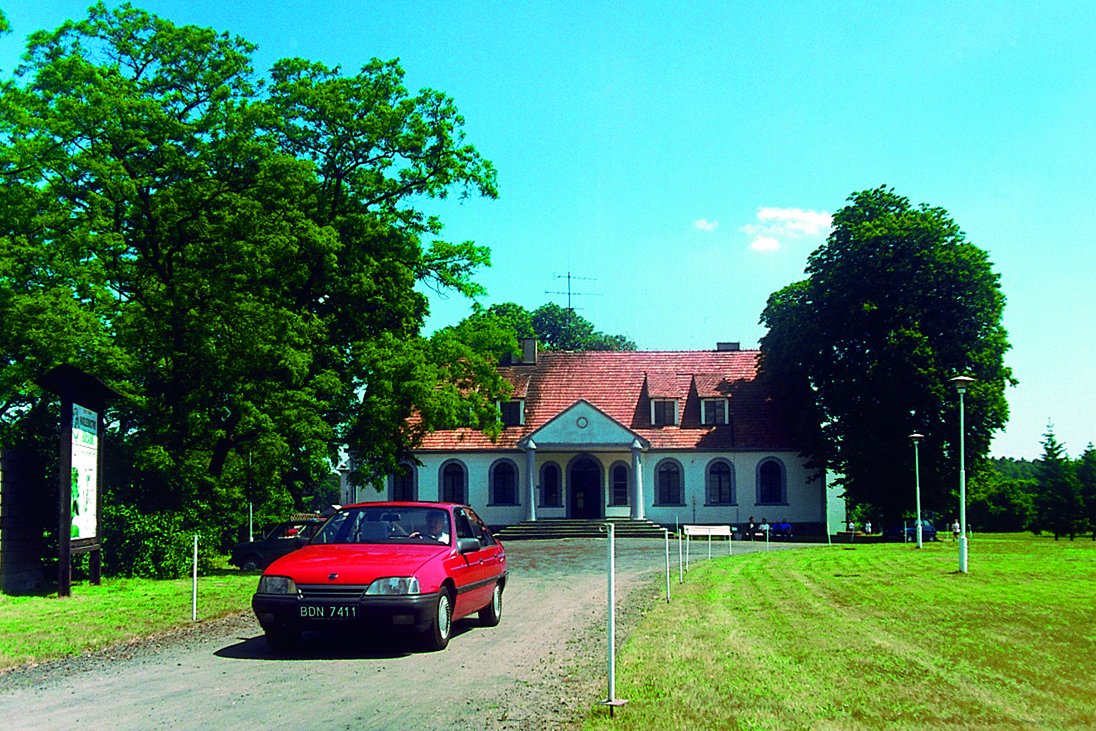
Dwór Iłowieckich w Reczu.

## Znani przedstawiciele rodu
- Świętosław (Święszek) Iłowiecki (zm. 1434) – kasztelan karzecki, wicesędzia kościański, zastępca starosty generalnego wielkopolskiego w Kościanie, właściciel dóbr: Iłówiec Mały i Wielki, Krosna (obecnie Krosno), Psarskie, Srocko Wielkie, Pecna.

- Wojciech Iłowiecki (zm. po 1462) – wicepodsędek kościański, asesor sądu w Kościanie w 1448 roku, dziedzic Iłówca Wielkiego i Małego oraz Pecny[7].

- Jan Iłowiecki (zm. 1487) – kanonik poznański, pleban w Nieparcie[7], studiował na Uniwersytecie Jagiellońskim[8].

- Piotr Iłowiecki (zm. po 1502) – burgrabia poznański, chorąży kaliski, wicechorąży poznański, chorąży poznański, dziedzic w Iłowcu Małym i Wielkim, właściciel Wolsztyna.

- Paweł Iłowiecki (zm. 1536) – kanonik poznański[15].

- Adrian Iłowiecki (zm. 1742) – kanonik poznański, proboszcz w Brodach[11].

- Konstanty Iłowiecki (1709-1777) – opat lądzki, komisarz, wikariusz i wizytator generalny polskiej prowincji cysterskiej, przeor klasztoru w Wągrowcu.

- Jan Kanty Iłowiecki (zm. 1801) – kanonik gnieźnieński i poznański, prałat kanclerz poznański, absolwent Akademii Krakowskiej, doktor obojga praw, proboszcz w Sośnicy.

- Wawrzyniec Iłowiecki (zm. 1810) – pisarz grodzki[16], sędzia grodzki wałecki[17].

- Józef Karol Iłowiecki (zm. 1815) – major wojsk polskich[18], dziedzic Obrzębina[11].

- Stanisław Iłowiecki (1856-1929) – doktor medycyny Uniwersytetu Jagiellońskiego, dziedzic Recza[19].